# 10498 Bobgent
10498 Bobgent (1986 RG3) là một tiểu hành tinh vành đai chính được phát hiện ngày 11 tháng 9 năm 1986 bởi E. Bowell ở trạm Anderson Mesa thuộc Đài thiên văn Lowell.